# Voorburg
Voorburg es una ciudad y antiguo municipio en la parte occidental de la provincia de Holanda Meridional, Países Bajos. Junto con Leidschendam y Stompwijk, forma el municipio de Leidschendam-Voorburg. Tiene una población de alrededor de 39.000 habitantes. Se considera la ciudad más antigua de los Países Bajos y celebró su año 2.000 de existencia en 1988.
En 2002, las ciudades de Leidschendam y Voorburg se fusionaron bajo el nuevo municipio denominado 'Leidschendam-Voorburg'. Situado al lado de la ciudad de La Haya, frecuentemente se le considera uno de sus barrios.

## Historia
Voorburg, la más densamente poblada de las tres ciudades del municipio, tiene sus raíces en el siglo II, cuando un los habitantes de un asentamiento civil local ganó los derechos de ciudadanía romana y el lugar pasó a ser conocido como Forum Hadriani. Estaba a lo largo de la Fossa Corbulonis, un canal que conectaba los ríos Rin y Mosa y había sido excavado en el año 47 por el general romano Cneo Domicio Corbulón. Esta vía fluvial que es conocida ahora como "canal Rijn-Schie" (más comúnmente como Vliet), sigue siendo un lugar destacado del municipio actual.
Entre los habitantes más famosos de Voorburg se incluye el autor y poeta del siglo XVII Constantijn Huygens, que pasó muchos años construyendo su pequeña casa de campo Hofwijck con sus jardines, de formas geométricas, colindantes con el Vliet. Su hijo, el famoso astrónomo y matemático Christiaan Huygens, pasó varios años en la casa de campo de su padre en Voorburg. Esta casa, ubicada junto a la estación principal del tren, ahora funciona como museo.
El filósofo Baruch Spinoza vivió en Voorburg entre 1663 y 1670. En Voorburg, Spinoza continuó trabajando en su Ética y mantuvo correspondencia con científicos, filósofos y teólogos de toda Europa. También escribió y publicó su Tratado teológico-político (TTP) en 1670, en defensa del gobierno secular y constitucional, y en apoyo de Johan de Witt, el gran pensionario de los Países Bajos, contra el estatúder, el príncipe de Orange.
Hasta junio de 2006, la ciudad tenía tres estaciones de tren: Voorburg, Voorburg 't Loo y la estación Leidschendam-Voorburg. Las dos últimas ahora forman parte de la red de Randstad Rail. Hasta 2009, Voorburg albergaba la oficina principal del instituto de estadísticas del país, el Centraal Bureau voor de Statistiek (CBS o Agencia Central de Estadísticas), que proporciona la mayoría de los datos estadísticos utilizados por el gobierno. Ese año, la CBS se trasladó unos kilómetros al este a Leidschenveen, uno de los nuevos desarrollos alrededor de la ciudad de La Haya.